# Spiridens reinwardtii
Spiridens reinwardtii är en bladmossart som beskrevs av Christian Gottfried Daniel Nees von Esenbeck 1823. Spiridens reinwardtii ingår i släktet Spiridens och familjen Spiridentaceae. Inga underarter finns listade i Catalogue of Life.